# Ouda (fleuve)
Ne doit pas être confondu avec Ouda (rivière).
Pour les articles homonymes, voir Ouda (homonymie).
L'Ouda (en russe : Уда, appelée également Oud) est un fleuve long de 457 km situé dans l'Extrême-Orient russe, qui se jette dans la Mer d'Okhotsk.

## Géographie
L'Ouda prend sa source dans les monts Djagdy puis coule vers l'est-nord-est jusqu'à la mer. Il se jette dans le golfe de l'Ouda près du village de Tchoumikan.
Le bassin versant, d'une superficie de 61 300 km2, est entièrement situé dans le krai de Khabarovsk. Le débit moyen est de 510 m3/s. L'Ouda est gelée de fin octobre/novembre à mai.